# Bosque nacional Secuoya
El bosque nacional Secuoya está ubicado en las montañas del sur de Sierra Nevada de California. Este bosque nacional de los EE. UU. lleva el nombre de los majestuosos árboles del tipo secuoya gigante (Sequoiadendron giganteum) que agrupa 38 arboledas distintas dentro de los límites del bosque.
El Monumento Nacional de la Secuoya Gigante está ubicado dentro del Bosque nacional. Otras características notables del bosque incluyen paisajes tallados por glaciares e impresionantes monolitos de granito. The Needles son una serie de agujas de granito en lo alto de una cresta estrecha sobre el río Kern. Las oficinas centrales del bosque están ubicadas en Porterville, California. Hay oficinas locales de distrito de guardabosques en Dunlap, Kernville, Lake Isabella y Springville.

## Geografía
El bosque nacional secuoya cubre 4 829,17 km.² de terreno y varía en elevación desde 1000 pies (304,8 m) en las estribaciones de Sierra Nevada a más de 12 000 pies (3658 m). Sus arboledas de secuoyas gigantes (Sequoiadendron giganteum) son parte de sus 196 000 acres (793,2 km²) de bosques maduros. Otras especies de árboles incluyen:
- Pino de Jeffrey (Pinus jeffreyi)
- Abeto rojo (Abies magnifica)
- Abeto de Douglas de la costa (Pseudotsuga menziesii var. menziesii)
- Pino ponderosa (Pinus ponderosa)
- Abeto blanco (Abies concolor)
- Pino torcido (Pinus contorta)[2]

El bosque nacional contiene más de 2500 millas (4023,4 km) de carretera y 850 millas (1367,9 km) de senderos, y alberga una serie de instalaciones para acampar y para la recreación. El bosque se encuentra junto a los parques nacionales Las Secuoyas y Cañón de los Reyes.

### Áreas silvestres

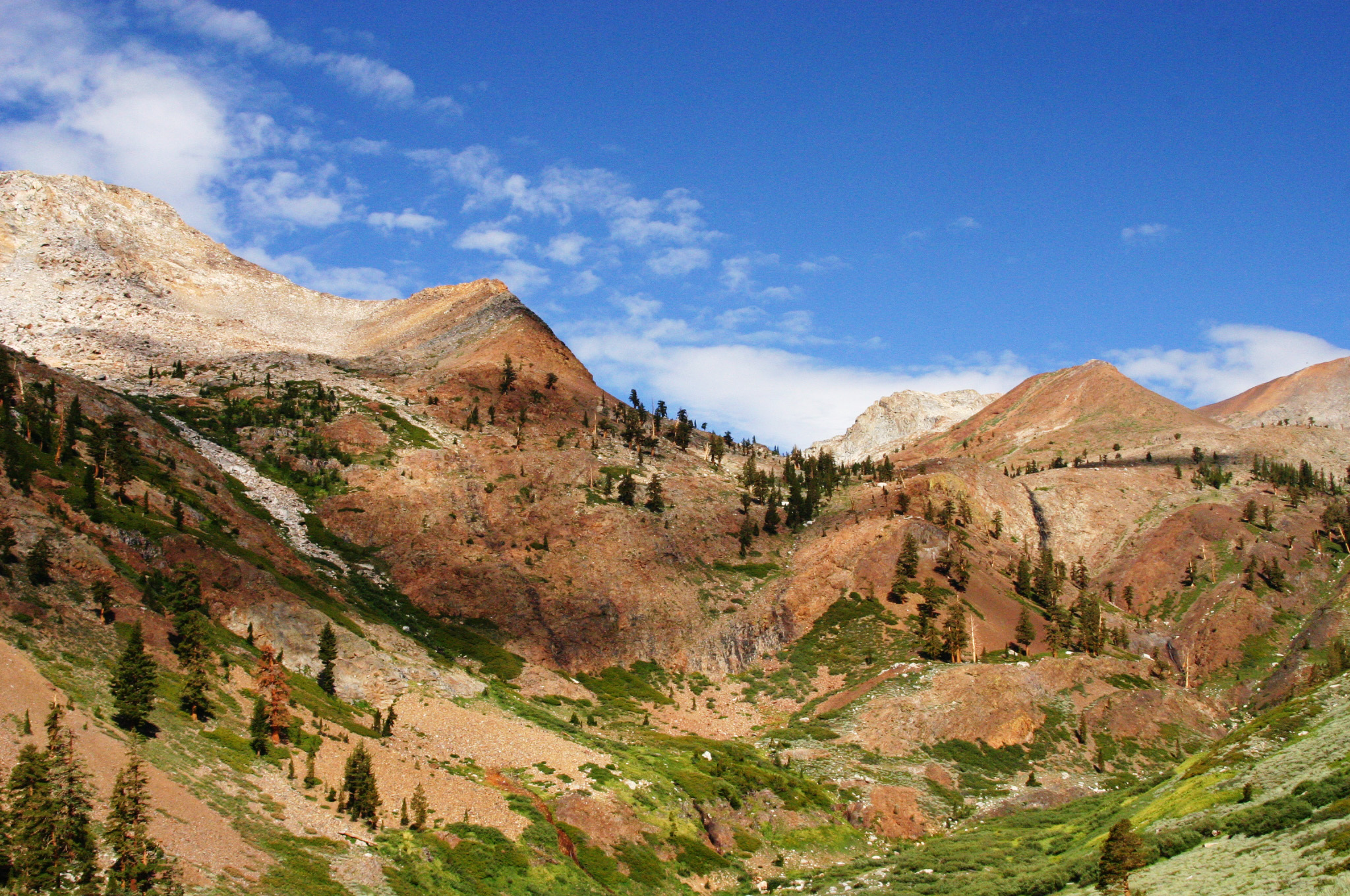
Brecha de despedida en el desierto de truchas doradas

Hay seis áreas silvestres dentro del bosque nacional Secuoya, que son parte del Sistema Nacional de Preservación de Vida Silvestre. Algunos de estos se extienden hacia los bosques nacionales vecinos, como indicado. Dos de ellos también se extienden a terrenos administrados por la Oficina de Administración de Tierras.
- Domeland Wilderness (parcialmente BLM)
- Golden Trout Wilderness (principalmente en el BN Inyo)
- Desierto de los lagos de Jennie
- Desierto de Kiavah (principalmente BLM)
- Monarch Wilderness (parcialmente en el BN Sierra)
- South Sierra Wilderness (principalmente en el BN Inyo)

### Monumento Nacional Secuoya Gigante
El 15 de abril de 2000, el presidente Bill Clinton proclamó 328 000 acres (1327,4 km²)  del Bosque nacional Secuoya como monumento nacional para el Monumento Nacional de la Secuoya Gigante  por la Proclamación Presidencial 7295, publicada en el Registro Federal, martes 25 de abril de 2000, vol. 65, núm. 80.
El monumento está en dos secciones. La sección norte rodea el General Grant Grove y otras partes del parque nacional Kings Canyon y es administrada por el distrito de guardabosques de Hume Lake. La sección sur está directamente al sur del parque nacional Secuoya y es administrada por el distrito de guardabosques de la División Occidental, que rodea la mitad este de la reserva india del río Tule.

### The Needles
The Needles son una serie de agujas de granito en lo alto de una cresta estrecha sobre el río Kern. (36°07′17″N 118°30′16″O / 36.1214, -118.5044)

## Historia
El bosque nacional Secuoya se estableció el 1 de julio de 1908 a partir de una parte de la Reserva Forestal Sierra. El 2 de marzo de 1909, Theodore Roosevelt añadió tierras a ella por Proclamación Presidencial. El 1 de julio de 1910 7.896,19 km.²  del bosque fueron removidos para crear el bosque nacional Kern. Esta tierra fue devuelta el 1 de julio de 1915 al bosque nacional Secuoya.

### Impacto de fuego

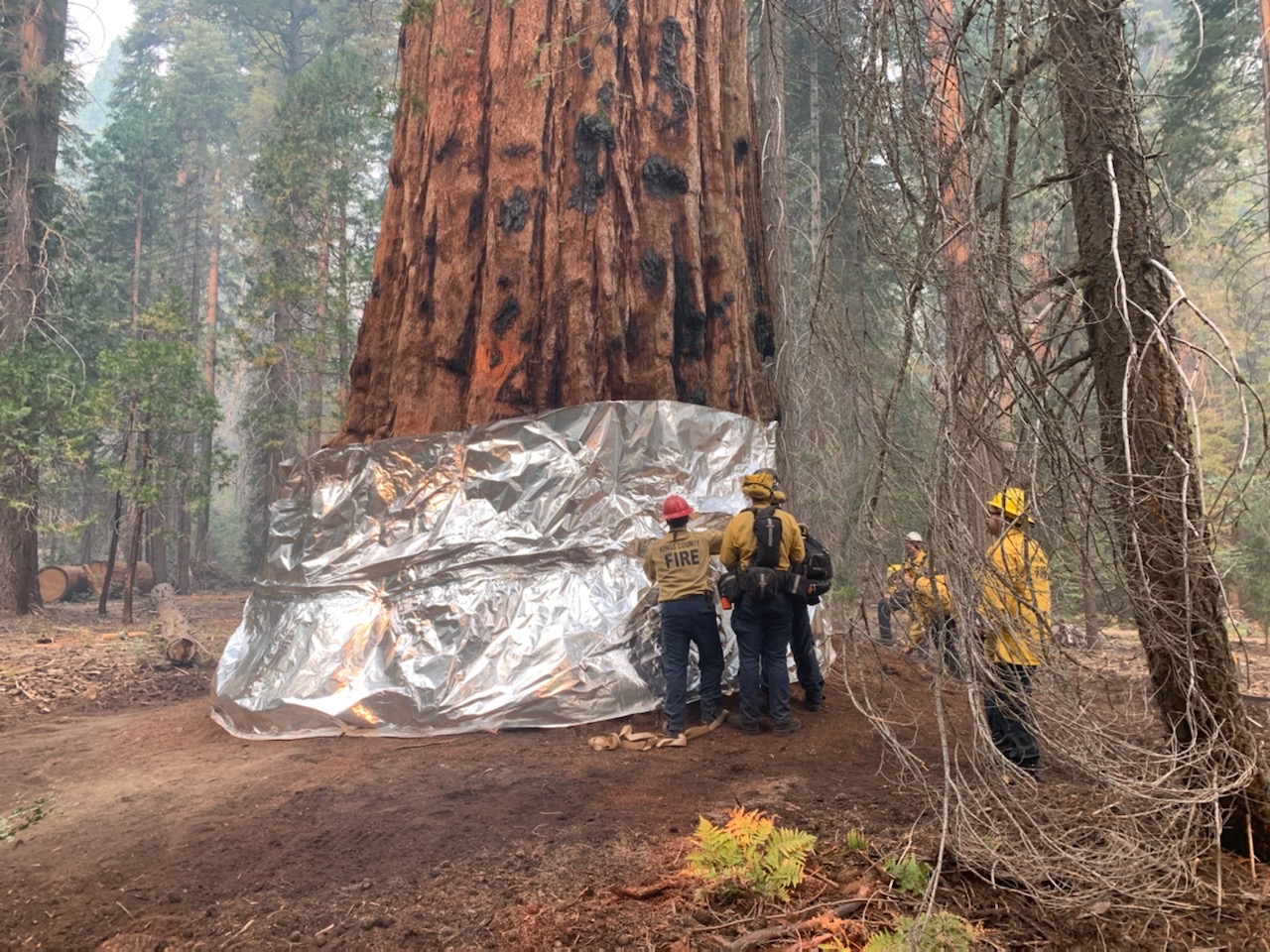
Lámina de protección contra incendios aplicada a un árbol en el verano de 2022

El Castle Fire en 2020 quemó 53 049 ha. de terreno en el bosque. También quemó 5500 ha. de arboledas de secuoyas gigantes. El fuego arrasó partes de Dillonwood, Mountain Home, Alder Creek, Freeman Creek, McIntyre y Wheel Meadow, Belknap, Burro Creek, Silver Creek, Middle Tule, Upper Tule y Wishon Groves. El fuego ardió con alta intensidad en 2400 ha. de esas arboledas de secuoyas: el fuego de alta intensidad mató a más del 90% de las secuoyas gigantes en el área. Se estima que la cantidad de árboles secuoyas maduros que murieron en general es de 7500 a 10 600 árboles maduros, o más del 10% al 14% de la población de la especie.
El incendio anterior más intenso en esta área ocurrió en 1297 según los datos de anillos de los árboles. La arboleda McIntrye, a poca distancia al sur de Cedar Slope, sufrió graves daños. Cerca de Sequoia Crest, un tercio de la arboleda Alder Creek Grove of Giant Sequoia sufrió graves daños. El gran Stagg Tree en la arboleda Alder Creek no se vio afectado por el fuego. Otras áreas experimentaron un "fuego ligero" que se espera que sea ecológicamente beneficioso a largo plazo.

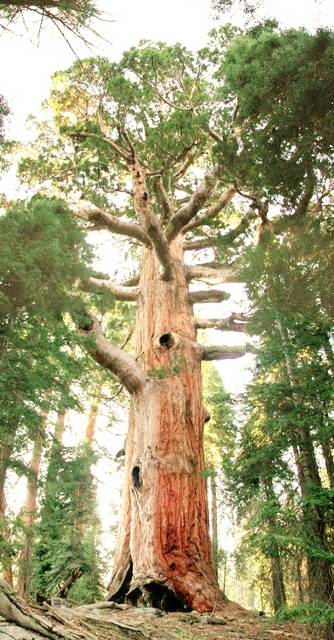
El gran árbol Bonsái fue destruido en el Castle Fire de 2020

Se ha informado de que las siguientes grandes secuoyas gigantes individuales en el bosque resultaron dañadas o destruidas a causa del Castle Fire:
- Árbol Génesis (muy dañado, anteriormente el séptimo árbol más grande)[12]
- Gran árbol Bonsái[12]
- Árbol Summit Road (dañado, el decimoquinto árbol más grande)[12]
- Árbol de cascada (anteriormente, la secuoya con el perímetro de suelo más grande[11]
- Árbol Ventana[13]
- El árbol Patriarca[14]

El Windy Fire en 2021 quemó más de 39 468 ha., incluyendo una gran área en el bosque. Varias arboledas estaban completamente dentro del perímetro del incendio, incluidas Cunningham, Deer Creek, Long Meadow, Packsaddle, Peyrone, Redhill, South Peyrone y Starvation Creek Groves. Más de 1.200 ha. de arboledas se encontraban dentro del perímetro del incendio. El análisis de imágenes de satélite mostró que el 50% de esa área se quemó con intensidad moderada o alta: se estimó que más de 1.000 secuoyas gigantes fueron destruidas en el bosque. Solo cuatro secuoyas gigantes maduras sobrevivieron el incendio en Starvation Creek Grove.

## Arboledas de secuoyas gigantes

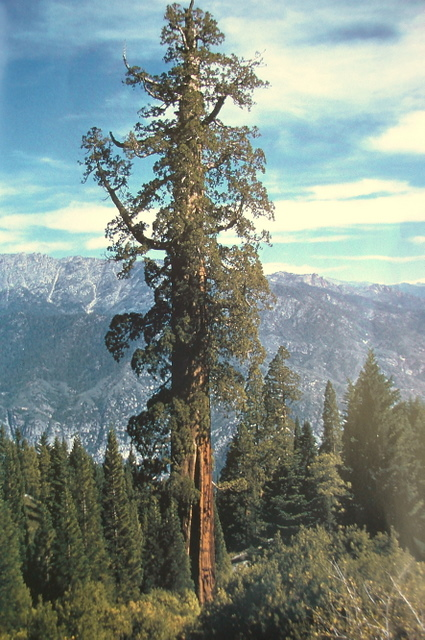
El árbol Boole, el sexto árbol más grande por volumen

El bosque nacional Sequoia tiene 34 bosques de secuoyas gigantes.
- Las 14 arboledas en la cuenca del río Kings se encuentran en la sección norte del monumento nacional Secuoya Gigante (GSNM), o en el bosque nacional Secuoya (SeNF), en el extremo sur del condado de Fresno y el condado de Tulare:

1. Indian Basin Grove (GSNM): Una arboleda de tamaño mediano, en su mayoría talada. Se puede acceder a ella por caminos asfaltados. La arboleda contiene muchas secuoyas jóvenes que alcanzan diámetros de hasta 10 pies (3 m)36°48′N 118°56′O / 36.800, -118.933 1800–2000 m.
2. Converse Basin Grove (GSNM): Una vez fue la segunda arboleda más grande, pero se taló mucho en él alrededor de 1890-1900; Sin embargo, quedan casi 100 secuoyas gigantes de crecimiento antiguo que están ampliamente dispersas (aparentemente pasadas por alto por los madereros), también un buen rebrote de árboles más jóvenes. Hogar del Boole Tree, que los madereros salvaron, ya que era, en mucho, el árbol más grande de la arboleda y ahora se le identifica como el sexto árbol más grande por volumen. También hogar del Chicago Stump, que es el remanente del General Noble Tree que fue cortado para la Exposición Mundial Colombina de 1893 ; el General Noble Tree era el segundo árbol más grande de la arboleda (después del Boole Tree) y era el árbol más grande jamás cortado. Aunque no se encuentra entre las secuoyas gigantes más grandes, el General Noble Tree quizás se encontraba entre las 30 secuoyas gigantes más grandes antes de ser talado.36°48′N 118°58′O / 36.800, -118.967 1800–2000 m..
3. Lockwood Grove (GSNM).36°48′N 118°52′O / 36.800, -118.867 1700–1800 m..
4. Arboleda Monarca (GSNM). Inmediatamente al norte del Agnew Grove, cerca de los límites del Silvestre Monarch Wilderness. En el mapa GSNM del Servicio Forestal.
5. Arboleda Evans (GSNM). Parcialmente explotado, antes de 1920. 36°48'N 118°49'30"W 2050–2250 m.
6. Agnew y Deer Meadow Grove (GSNM).36°47′20″N 118°46′45″O / 36.78889, -118.77917 1950–2000 m.
7. Cherry Gap Grove (GSNM). Talado. Ubicado entre Converse Basin Grove y el General Grant Grove, cerca de McGee Overlook (36°46′40″N 118°57′30″O / 36.77778, -118.95833 ). 2070 metros . Cherry Gap Grove es una pequeña arboleda de secuoyas de aproximadamente treinta y cinco acres en el bosque nacional de Sequoia; se talaron todas sus secuoyas viejas.
8. Arboleda Abbott Creek (GSNM).36°46′N 118°58′O / 36.767, -118.967 1900 m. Listado por Rundel y Flint; muy pequeño (en gran parte talado); demasiado pocos árboles como para calificarlo como una arboleda según Willard .
9. Kennedy Grove (GSNM).36°46′0″N 118°49′20″O / 36.76667, -118.82222 2050–2250 min. Contiene la decimotercera secuoya gigante más grande del mundo, el Gigante Ishi .
10. Arboleda Little Boulder Creek (GSNM).36°45′10″N 118°49′0″O / 36.75278, -118.81667 2000 m..
11. Arboleda Boulder Creek (GSNM).36°45′N 118°49′O / 36.750, -118.817 2050 m.
12. Arboleda Deslizamiento de Tierra (GSNM).36°45′0″N 118°51′50″O / 36.75000, -118.86389 2050–2250 m..
13. Arboleda Piel de Oso (GSNM).36°45′0″N 118°54′40″O / 36.75000, -118.91111 1850–1900 m..
14. Arboleda Big Stump (KCNP/GSNM).36°43′N 118°58′O / 36.717, -118.967 1850 m..

- Una arboleda en la cuenca del río Kaweah :

1. Arboleda Redwood Mountain (KCNP/GSNM). La arboleda más grande, 1240 ha (3100 acres), con 15,800 secuoyas 30 cm (un pie) o más de diámetro en la base.

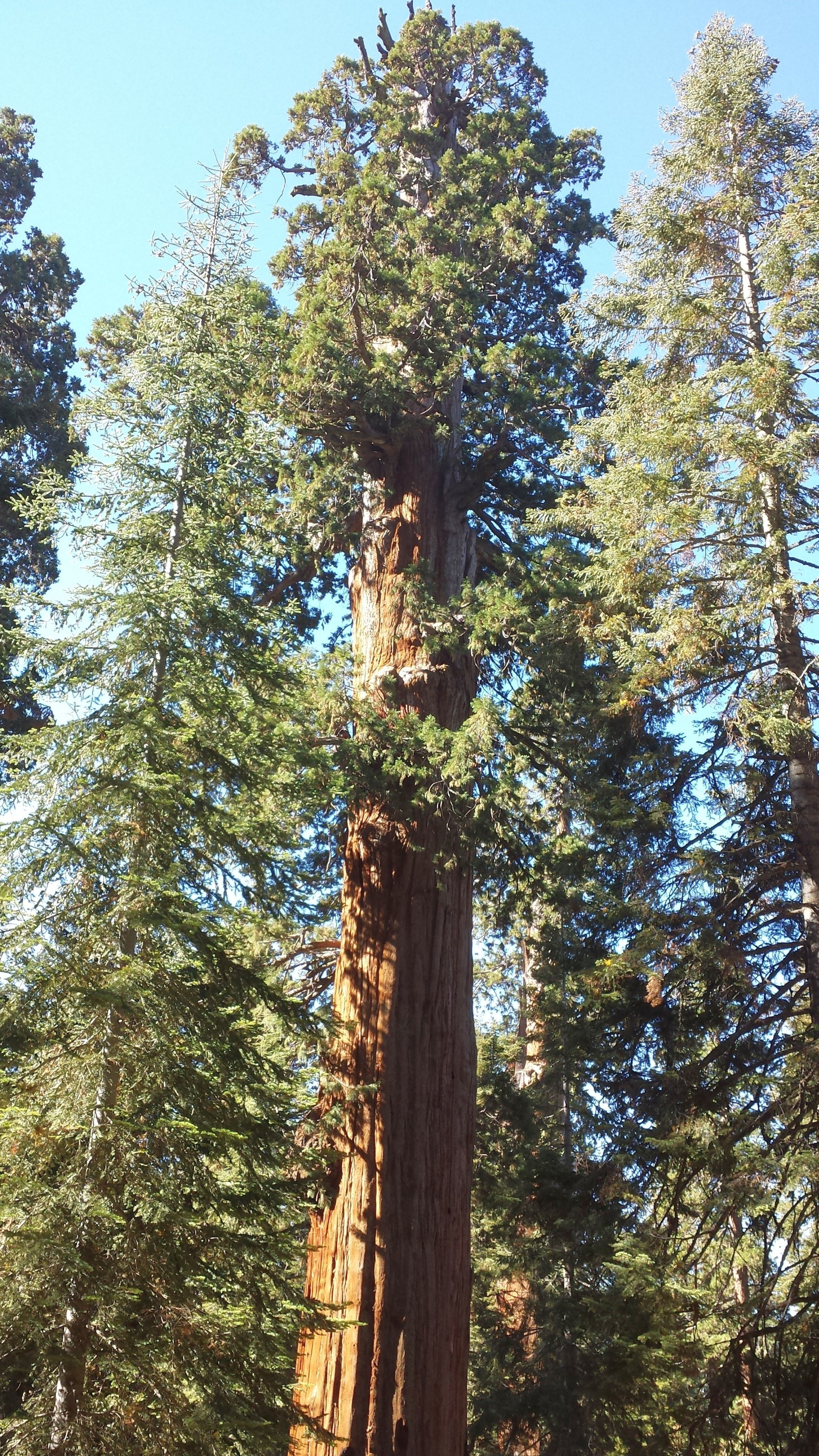
El árbol Génesis, el séptimo árbol más grande del mundo (antes del Castle Fire en 2020)

- Las 19 arboledas en las cuencas hidrográficas del río Tule y el río Kern se encuentran principalmente en el Monumento Nacional Giant Sequoia (GSNM); todo en el sur del condado de Tulare.

1. Alto Tule Grove (GSNM). Incluido en el mapa GSNM del Servicio Forestal .
2. Arboleda Montaña Maggie (GSNM).
3. Arboleda Silver Creek (GSNM).
4. Mountain Home Grove (CSF / GSNM). Hogar del árbol 'Génesis', el séptimo más grande por volumen, esta arboleda también contiene la arboleda más pequeña Middle Tule
5. Arboleda Burro Creek (GSNM).
6. Arboleda Wishon (GSNM). Al sur de la arboleda Silver Creek. Incluido en el mapa GSNM del Servicio Forestal .
7. Alder Creek Grove (GSNM / privado); también conocido como Hossack, Pixley o Ross Creek Grove. Hogar de 'Alonzo Stagg', el quinto árbol más grande por volumen. También alberga el árbol Waterfall, que tiene la mayor circunferencia y diámetro a nivel del suelo de cualquier otro secoya.
8. Arboleda McIntyre (GSNM).
9. Arboleda Carr Wilson (GSNM); también conocido como arboleda Bear Creek.
10. Arboleda Freeman Creek (GSNM).
11. Black Mountain Grove (GSNM/TIR/privado). Fuertemente talado en 1984, aunque no se talaron secuoyas maduras.
12. Red Hill Grove (GSNM / privado).
13. Arboleda Peyrone (GSNM/TIR).
14. South Peyrone Grove (GSNM) Nuevo descubrimiento de Willard en 1992.
15. Long Meadow Grove (GSNM), Sitio del Sendero de 100 Gigantes y un árbol de gran tamaño.
16. Cunningham Grove (GSNM).
17. Arboleda Starvation Creek (GSNM).
18. Packsaddle Grove (GSNM).
19. Arboleda Deer Creek (GSNM). La arboleda más al sur.

## Cultivo de Marihuana
El bosque ha sido escenario de un extenso cultivo ilegal de marihuana, con la participación reciente de carteles mexicanos de la droga.